# Thelepus
Thelepus är ett släkte av ringmaskar som beskrevs av Leuckart 1849. Thelepus ingår i familjen Terebellidae.

## Dottertaxa tillThelepus, i alfabetisk ordning[1][2]
- Thelepus abyssorum
- Thelepus alatus
- Thelepus ambitus
- Thelepus angustitoris
- Thelepus antarcticus
- Thelepus australiensis
- Thelepus binakayensis
- Thelepus boja
- Thelepus branchiatus
- Thelepus brevicauda
- Thelepus cincinnatus
- Thelepus comatus
- Thelepus crispus
- Thelepus dubius
- Thelepus extensus
- Thelepus hamatus
- Thelepus japonicus
- Thelepus leptoplocamus
- Thelepus marenzelleri
- Thelepus mcintoshi
- Thelepus microbranchiatus
- Thelepus nucleolata
- Thelepus opimus
- Thelepus parcus
- Thelepus paucibranchis
- Thelepus pequenianus
- Thelepus pericensis
- Thelepus plagiostoma
- Thelepus praecox
- Thelepus pulvinus
- Thelepus robustus
- Thelepus setosus
- Thelepus taamensis
- Thelepus thoracicus
- Thelepus toyamaensis
- Thelepus triserialis
- Thelepus vaughani